# L’Aiguillon-sur-Vie
L’Aiguillon-sur-Vie – miejscowość i gmina we Francji, w regionie Kraj Loary, w departamencie Wandea.
Według danych na rok 1990 gminę zamieszkiwały 993 osoby, a gęstość zaludnienia wynosiła 43 osób/km² (wśród 1504 gmin Kraju Loary L’Aiguillon-sur-Vie plasuje się na 582. miejscu pod względem liczby ludności, natomiast pod względem powierzchni na miejscu 449.).